# Drummond-Hay
Drummond-Hay ist ein englischer Familienname.

## Namensträger
- Anneli Drummond-Hay (1937–2022), schottische Reiterin und Trainerin
- Grace Marguerite Hay Drummond-Hay (1895–1946), britische Journalistin und die erste Frau, die in einem Luftschiff die Erde umrundete
- Henry Maurice Drummond-Hay (1814–1896), schottischer Vogelkundler und Ichthyologe